# Hungrige Hunde
Hungrige Hunde ist ein gut halbstündiges, deutsches Stummfilmmelodram aus dem Jahre 1912 von Max Mack mit ihm selbst und der 20-jährigen Hanni Weisse, die hier ihr Leinwanddebüt gab, in den Hauptrollen. Mit diesem Film begann am 5. Juli 1912 der Produktionsneuling Franz Vogel mit seiner soeben gegründeten Firma Eiko-Film die Filmherstellung.

## Handlung
Max hat mit seiner ausgeklügelten Hundedressur-Nummer einigen Erfolg und soll damit im Rahmen einer Varietéveranstaltung auftreten. Trotz großer Popularität drücken ihn die Schulden, denn seine kapriziöse Frau Hanni wirft mit dem Geld nur so um sich. Bald rücken ihm die Gläubiger sogar auf der Theaterbühne, auf der er auftritt, auf die Pelle und pfänden ihm seine Gage, ehe er selbige überhaupt in den Händen halten kann. Ein Gespräch mit Hanni bringt nichts, denn sie zeigt sich vollkommen uneinsichtig und lässt ihrem Gatten durch das Hausmädchen mitteilen, dass sie ihn zu verlassen gedenke. Da Hanni nun finanziell auf eigenen Beinen stehen muss, versucht sie sich, durchaus mit beträchtlichem Erfolg, selbst als Entertainerin im Cabaret.
In der Zwischenzeit wurde Max aus beider gemeinsamer Wohnung hinausgeworfen, da er nicht mehr die Miete aufbringen kann. Nunmehr auf der Straße sitzend, irrt er mit seinen hungrigen Hunden ziellos in seinem Heimatort umher und lebt vom Mitleid, das ihm und seinen Vierbeinern Fremde entgegenbringen. Doch es reicht hinten und vorne nicht, und als er sich eines Tages im Wald erschöpft niederlässt, verlassen ihn sogar seine Hunde, um auf eigene Faust nach Futter zu suchen. Als Max wieder erwacht, muss er entsetzt feststellen, dass er nun völlig allein ist. Er läuft zum Gemeindeamt des Ortes, doch auch hier kann man ihm nicht weiterhelfen, die Vierbeiner bleiben verschwunden.
Die Hunde haben in der Zwischenzeit die Fährte Hannis wieder aufgenommen, die sich freut, die Bellos wiederzusehen und diese sofort in ihre eigene Varieté-Nummer einbaut. Max hingegen baut stark ab. Er vagabundiert von Stadt zu Stadt, mit dem Alkohol als seinem einzig verbliebenen Freund. Eines Tages entdeckt er auf einem Werbeplakat seine abgängigen Hunde wieder. Er stürmt in das entsprechende Theater, um seine Vierbeiner wieder zu sehen, doch kurz bevor er die Bühne erreicht, reißt man ihn von den Stufen, da man den derart ungestüm hinaufpreschenden Max für einen gefährlichen Irren hält. Der fällt rücklings auf sein Kreuz und bricht sich dabei das Genick. Schreiend vor Entsetzen wirft sich Hanni auf den Leichnam ihres einst geliebten und von ihr so schmählich im Stich gelassenen Gatten.

## Produktionsnotizen
Hungrige Hunde entstand im Juli 1912 im Komet-Film-Atelier, passierte am 14. August desselben Jahres die Filmzensur und wurde am 28. September 1912 uraufgeführt. Der Zweiakter besaß eine Länge von rund 600 Meter.